# フアン・クルス・ディアス・エスポーシト
フアン・クルス・ディアス・エスポーシト（Juan Cruz Díaz Espósito、2000年4月25日 - ）は、アルゼンチン・キルメス出身のサッカー選手。CDレガネス所属。ポジションはMF。

## クラブ経歴
アルゼンチンのキルメスに生まれ、スペインのマラガで育った。2010年にマラガCFのカンテラに入団すると、2018年5月19日、プリメーラ・ディビシオンのヘタフェ戦にて、メディ・ラセンとの途中交代でトップチームデビューを果たした。
2021年7月1日、レアル・ベティスと2年契約を結び、Bチームに登録されることが決定した。
2022年9月18日、レクレアティーボ・ウェルバとの試合でハットトリックを達成すると、翌節のセビージャ・アトレティコとのダービー戦でも得点した。
これ以降トップチームに招集されるようになり、10月16日のUDアルメリアとの試合でトップチームとラ・リーガデビューを果たした。これにより、フアン・クルスは、マヌエル・ペレグリーニがベティスで指揮を執って以降のトップチームでデビューした6人目のカンテラ出身選手となった。
さらに10月21日には、2025年まで契約を延長することが発表された。
30日に行われたラ・リーガ第12節レアル・ソシエダ戦でアレックス・モレノからのグランダークロスを左足で流し込み1部リーグ初ゴールを記録した。
2024年2月1日、シーズン終了まで2部リーグのCDレガネスに期限付き移籍することが発表された。

## タイトル
スペインU-18
- 地中海競技大会 : 2018年